# Radmer an der Hasel
Radmer an der Hasel ist eine Katastralgemeinde und eine Ortschaft der Gemeinde Radmer im Bezirk Leoben, Steiermark.

## Geografie
Radmer an der Hasel liegt auf einer Höhe von 898 m ü. A., ist der letzte Abschnitt des Radmertals und endet in einer Sackgasse. Von den Einheimischen selbst wird das Gemeindegebiet Radmer auch in Vorder- (Radmer an der Stube) und Hinterradmer (Radmer an der Hasel) unterteilt.
Von dort aus kann man ausgedehnte Berg- und Wandertouren starten. Die beliebtesten Almen sind die „Kammerlalm“, die zu Fuß bei normaler Kondition in ungefähr einer Stunde zu erreichen ist. Zur „Seekar“ als auch „Neuburgalm“ und „Schafbödn“ sollte man zwischen 2 und 4 Stunden Fußmarsch einrechnen. Die Almen sind über die gut gepflegten Forststraßen, aber auch auf markierten Wanderwegen durch den Wald erreichbar.
Alle Almen sind je nach Schneelage von Mitte Mai bis zum 15. September geöffnet. Am 15. September jeden Jahres endet die Almsaison mit dem vielbesuchten Almabtrieb in der Hinterradmer (Radmer an der Hasel).
Im Winter ist die Hinterradmer Ausgangspunkt für Tourenskigeher oder Schneeschuhwanderer.

## Bevölkerungsentwicklung
| Jahr      | 1846 | 1869 | 1951 | 1961 | 1971 | 1981 | 1991 | 2001 | 2014 |
| --------- | ---- | ---- | ---- | ---- | ---- | ---- | ---- | ---- | ---- |
| Einwohner | 487  | 339  | 298  | 316  | 296  | 268  | 251  | 227  | 171  |

## Kultur und Sehenswürdigkeiten
In Hinterradmer befindet sich ein Kupferschaubergwerk, welches in Selbstregie von einigen Einheimischen in mehr als 8000 freiwilligen Arbeitsstunden wiederbelebt wurde. Mit der kleinsten Stollenbahn Österreichs kann man den „Paradeisstollen“ erkunden.